# Pilum
Il pilum (latino, plurale: pila) era un particolare tipo di giavellotto utilizzato dall'esercito romano nei combattimenti a breve distanza. Normalmente ognuno dei soldati (pilani) ne portava due, uno leggero e uno più pesante. Fra i commentatori antichi che ne parlano maggiormente vi sono Giulio Cesare, Vegezio e Plutarco.

## Descrizione
Esiste una grande varietà di pila risalenti a varie epoche e ritrovati un po' in tutte le parti dei territori conquistati dai Romani. La lunghezza poteva variare, in base anche alle diverse caratteristiche costruttive, da 150 a 190 centimetri. L'elemento che accomunava i diversi tipi di pilum era il gambo in ferro più o meno lungo che aveva lo scopo di attraversare lo scudo e di raggiungere il corpo del nemico. Ciò che invece poteva differire di molto era il raccordo tra la parte in legno e quella in ferro. Alcuni pila avevano inoltre delle protezioni per le mani  nel caso il legionario avesse voluto utilizzarlo in un corpo a corpo, ma non sembra che tal utilizzo fosse comune.
Secondo alcune raffigurazioni scultoree, il pilum era talvolta appesantito con una sfera di metallo (bronzo, ferro, più difficilmente piombo) appena sotto la giuntura tra il metallo e il legno, probabilmente per aumentarne la forza di penetrazione o per rafforzare la parte dell'innesto.
Al tempo della Seconda Guerra Punica, Polibio ci informa che esistevano due tipi di pilum, utilizzati nella legione romana sia dagli Hastati, sia dai Principes: uno grosso, con forma rotonda o quadrata del diametro anche di un palmo, ed uno sottile, simile ad una lancia da caccia di media lunghezza, la cui asta di legno era lunga tre cubiti e la parte in ferro (munita di uncini) era della stessa lunghezza dell'asta di legno.
(Polibio, Storie, VI, 23, 11.)

## Usi

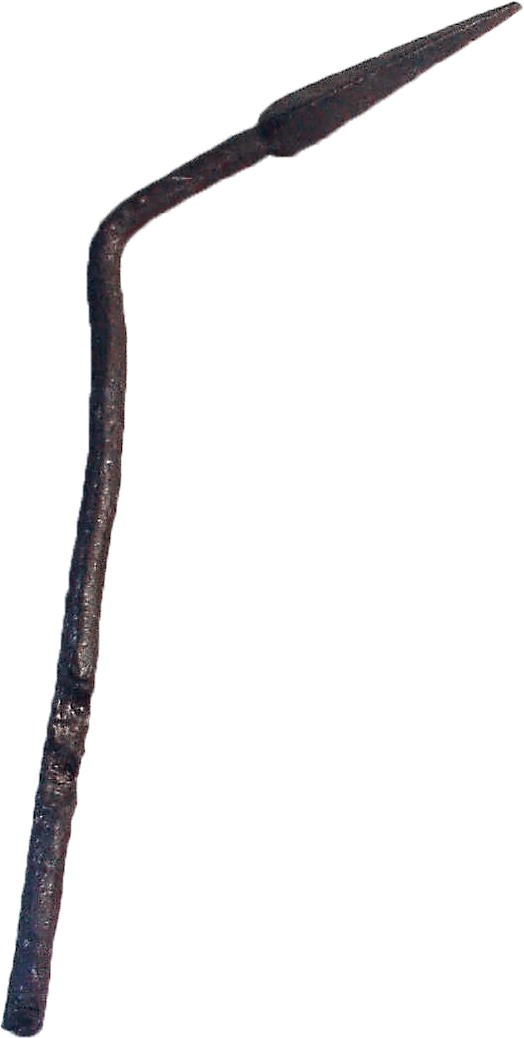
Punta piegata di un pilum

Dal punto di vista tattico, il pilum era una delle tante armi da lancio a disposizione dei Romani e si presume che venisse lanciato da una distanza variabile di 10-25 metri dal bersaglio e che potesse anche essere usato a distanza ravvicinata, ma questo utilizzo è meno documentato.
I lanci di pila, se correttamente effettuati, erano disastrosi per i nemici ed erano in grado di infliggere numerose perdite, prima che si venisse a contatto, aumentando la possibilità di rotta del nemico e del panico che poteva prendere le file.
L'ingegnosità dell'arma era nella sua progettazione: la parte finale era costituita da ferro dolce (tranne la punta) cosicché, piegatosi dopo aver trafitto lo scudo del nemico, lo rendeva difficile da maneggiare e induceva il nemico a liberarsene e quindi a combattere senza protezione. Inoltre, una volta piegata, l'arma non poteva essere rilanciata contro i Romani.
Altri pila, con lo stesso principio, avevano la punta di ferro incernierata all'asta con un fragile perno di legno che si rompeva all'urto: l'arma si piegava con le stesse conseguenze sul nemico.
Lo stesso Giulio Cesare nel De bello Gallico narra di questo accorgimento:
(da Cesare, De bello Gallico, I, 25. Traduzione in italiano tratta da: L'attività culturale in Roma antica (Storia e testi) di Martino Menghi e Marina Marsilio.)
Da questo brano di Cesare si deducono i seguenti effetti del lancio del pilum:
- Crea ingenti danni e scompiglia le file nemiche.
- La carica dei soldati avviene subito dopo il lancio del pilum, per sfruttare al meglio il disorientamento e lo scompiglio.
- Il piegamento del pilum crea impedimento ai nemici e li costringe a fare a meno dello scudo.
- Il fortuito piegamento dei pila ne impedisce il riutilizzo da parte dei nemici contro i Romani.

## Storia delpilum

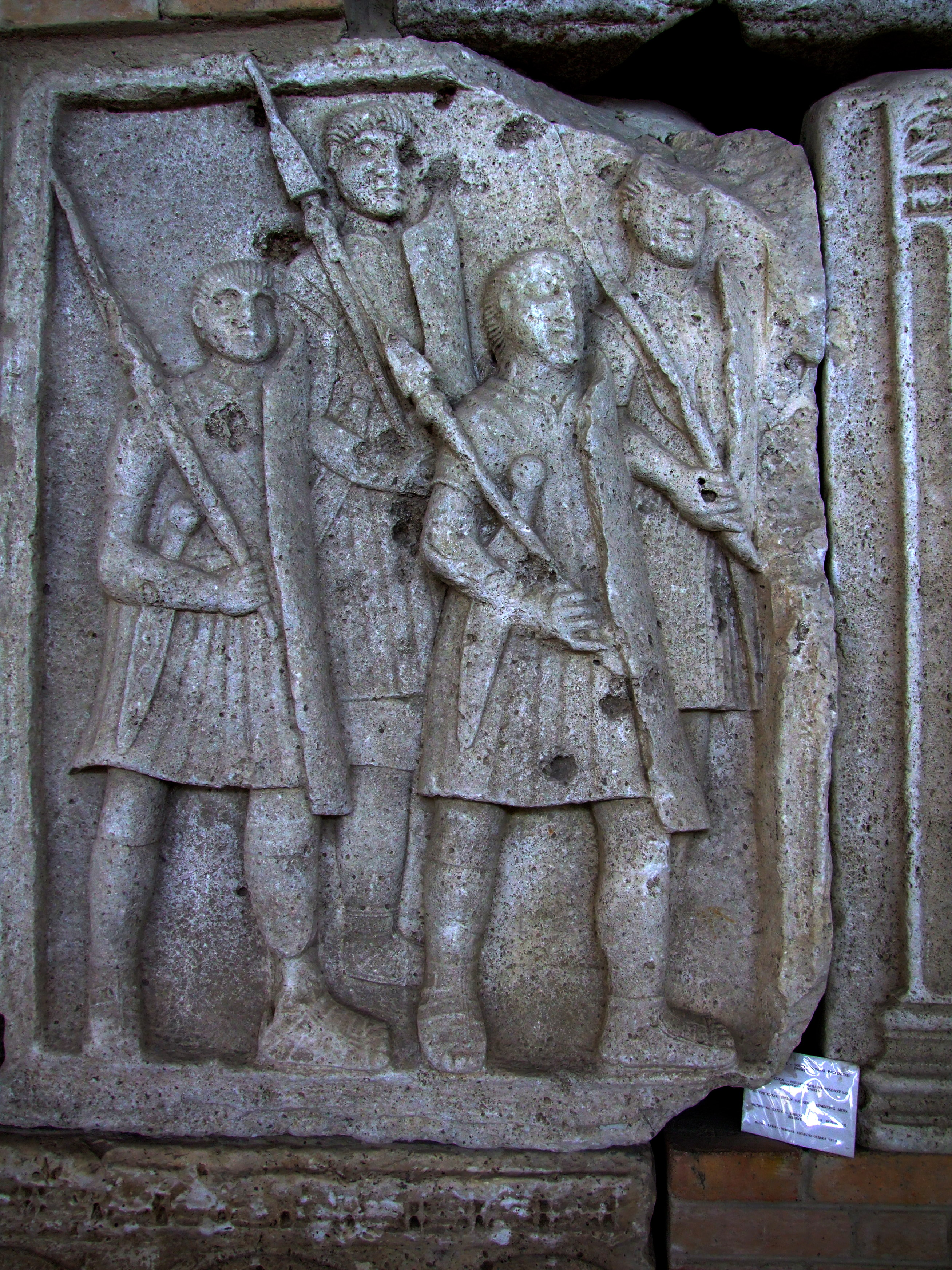
Soldati romani in marcia con pilum in spalla

Le origini di quest'arma non sono certe. Secondo alcune testimonianze, il pilum fu inventato dagli Etruschi per fermare gli attacchi delle tribù celtiche nell'Italia Settentrionale.
Le prime prove dell'utilizzo del pilum come arma romana risalgono al IV secolo a.C. I Romani la adottarono durante le guerre con i Celti e successivamente la impiegarono con successo anche contro le altre popolazioni del centro e sud Italia. Plutarco racconta che 13 anni dopo la battaglia del fiume Allia, in un successivo scontro con i Galli (databile al 377-374 a.C.), i Romani riuscirono a battere le armate celtiche, e ne fermarono una nuova invasione:
(Plutarco, Vita di Camillo, 41, 3-6.)
Le prime versioni di pilum erano costituite da un bastone relativamente corto e da una punta più piccola di quella delle lance e probabilmente era chiamato iacula, ossia "oggetto da lancio". Veniva adoperato per lo più dalle truppe da interdizione, i Velites. Le successive evoluzioni del II e I secolo a.C. lo portano ad essere più pesante e lungo, in dotazione ai primi due ordini di soldati: i Principes e gli Hastati.
In questo periodo il pilum gode della sua fortuna e vive la sua massima evoluzione con l'invenzione dell'accoppiata codolo piatto - anello antirottura come nell'esempio di Oberaden, al fine di impedire la perdita di una parte dell'energia nel piegamento o nella rottura.
L'uso tattico del pilum aveva un'importante conseguenza: il lancio congiunto dalle prime file poteva fermare l'assalto del nemico con un urto letale creando grande scompiglio.

Gli avversari che si opponevano ai Romani dotati di pilum erano spesso truppe di fanteria leggera con scarse protezioni e quindi estremamente vulnerabili. Questo spiega la fortuna avuta contro i celti in epoca repubblicana.
La tattica di utilizzo in questa epoca prevedeva una o più possibili fasi di interdizione della fanteria leggera Velites, quindi il lancio congiunto dei pilum dalla prima fila di Hastati per arrestare l'impeto dell'assalto nemico e poi procedere con il gladio in pugno.
L'utilizzo delle seconde e terze file Principes e Triarii avveniva solo se l'ordine precedente rompeva.
È nel periodo anteriore a Giulio Cesare, quello della Seconda e Terza Guerra Punica, che quest'arma conosce la sua massima fortuna. Poi si assiste ad un lento declino che termina nel III secolo d.C.

La progressiva caduta in disuso in epoca Imperiale è da individuarsi nel variato scenario geografico, quando di dovette fronteggiare nemici più protetti e mobili. I nuovi eserciti provenienti dall'est, infatti, puntavano sulla mobilità a cavallo, e ciò li rendeva particolarmente difficili da colpire per i romani, per lo più appiedati.
Si assiste ad un lento ma inesorabile processo di abbandono della fanteria come punto di forza e con questo anche delle armi ad esso associate come il pilum a favore dell'arcieria e dell'artiglieria. Inoltre durante le guerre civili (frequenti in età imperiale) presero piede le armi ad asta, simili alla picca (come la lancea), utili nei combattimenti che si riducevano sovente a massicci scontri tra falangi contrapposte che manovravano poco rispetto agli eserciti tardo-repubblicani e a quelli della prima età imperiale e vincevano soprattutto grazie alla pressione della fanteria pesante. Le picche erano anche utili per tenere a distanza la cavalleria nemica e servivano, nel complesso, a difendere la fanteria dal tiro di sbarramento degli arcieri a cavallo. Il ruolo di arma da lancio in appoggio delle lance, oltre che dei gladi e delle spade, passò al martiobarbulum o plumbata.
Tuttavia quest'arma resta quella più rappresentata dall'iconografia romana anche nei periodi in cui altre armi vengono a rimpiazzarlo, come ad esempio le plumbatae.

## Ipotesi alternative sull'utilizzo delpilum
Nota: i seguenti riferimenti sono derivati dell'archeologia sperimentale moderna e sono da considerarsi come ipotesi. Infatti la versione ufficiale (accettata dalla maggior parte degli storici) resta quella descritta da Cesare.
- Studi recenti[4][5] di archeologia sperimentale suggeriscono che la convinzione derivata dagli scritti di Plutarco, ossia che il pilum fosse unicamente un'arma usa e getta atta a deformarsi nell'impatto, sia del tutto errata. Il pilum era studiato per penetrare lo scudo nemico e cercare di colpire l'avversario (un pilum lanciato con vigore poteva risultare letale), mentre la capacità di deformarsi era più che altro "collaterale". L'opinione fra gli archeologi è che la forma del pilum si sia evoluta per poter penetrare le corazze: la punta piramidale creerebbe un piccolo buco nello scudo, consentendo alla sottile parte superiore di passarvi attraverso per penetrare ad una profondità sufficiente da colpire l'obiettivo. La spessa asta di legno provvedeva ad appesantire il colpo. Gli stessi studi hanno evidenziato che l'estrazione del pilum da parte di un nemico eventualmente sopravvissuto era controproducente se si voleva proteggere da un secondo attacco anche senza che la punta si piegasse, perché il peso dell'asta avrebbe mantenuto la punta a piramide, di per sé difficile da estrarre, ad un'angolazione tale che l'operazione sarebbe risultata ancora più difficile, mentre il peso del pilum avrebbe obbligato il nemico ad abbassare lo scudo ed eventualmente ad abbandonarlo, continuando a combattere senza.
- In uno degli episodi narrati da Plutarco uno dei due rivetti di metallo che bloccavano la punta con il codolo fu rimpiazzato con un debole perno di legno che si sarebbe rotto all'impatto in modo tale da deformarla lateralmente, su volere di Gaio Mario.[6] Lo scopo era quello di provocarne la rottura per impedirne il suo riutilizzo da parte del nemico. I primi pila non sembrano avere questa caratteristica. Un pilum, penetrato uno scudo attraverso un piccolo buco e avendo la sua punta piegata sarebbe stato così più difficile da rimuovere. È probabile inoltre che la punta dovesse colpire il suolo e così fermare la carica del nemico. Non si hanno comunque altre testimonianze di questa operazione che probabilmente non ebbe altri seguiti. Del resto, tutte le punte di pilum ad oggi trovate conservano tutti i rivetti in metallo. Ulteriori danni sarebbero sopraggiunti se il nemico non si fosse liberato dello scudo abbastanza in fretta o se fosse stato fatto "scontrare" con la testa da una collisione proveniente da dietro. Un nemico, se non ucciso dal pilum, avrebbe avuto poco tempo prima di avvicinarsi ai legionari. In più, i pila piegati sarebbero stati meno adatti ad essere riutilizzati da un avversario pur dotato di proprie risorse. L'opinione fra gli archeologi più comune in passato era che la principale funzione del gambo fosse quella di rendere inutilizzabile il pilum piegandosi, ma ora si pensa che il pilum fosse progettato principalmente per uccidere, nell'ottica del 'non-ritorno'.